# Nhân khẩu Úc
| Nhân khẩu · Úc | Nhân khẩu · Úc | Nhân khẩu · Úc   |
| Chỉ số | Xếp hạng       | Giá trị          |
| Dân số | Dân số         | Dân số           |
| --- | -------------- | ---------------- |
| Dân số | 53             | 27.606.200       |
| Kinh tế |                |                  |
| GDP (PPP) bình quân đầu người | 19             | $63,699          |
| GDP | 12             | 1.56 tỷ $        |
| Tỷ lệ thất nghiệp | ↓ 57           | 5.80%            |
| Thải CO2 | 11             | 18.3 tấn†        |
| Mức tiêu thụ điện | 17             | 213.5 TWh        |
| Tính tự do kinh tế | 3              | 82.5             |
| Chính trị |                |                  |
| Chỉ số phát triển con người | 3              | 0.939            |
| Tự do chính trị | 1 (đồng hạng)* | 1                |
| Tham nhũng (Điểm cao hơn có nghĩa là ít tham nhũng hơn.) | 11             | 80               |
| Tự do báo chí | 18             | 5.38             |
| Xã hội |                |                  |
| Tỷ lệ biết chữ | 21             | 99%              |
| Internet băng thông rộng | 17             | 13,8%            |
| Mức tiêu thụ bia | 20th           | 4.49 L†          |
| Sức khỏe |                |                  |
| Tuổi thọ | 4              | 81.2             |
| Tỷ lệ sinh | 148            | 13.8‡            |
| Tỷ suất sinh | 137            | 1.969††          |
| Tỷ lệ tử vong trẻ sơ sinh | 202            | 4.57‡‡           |
| Tỉ lệ tử vong | 122            | 7.56‡            |
| Tỷ lệ tự sát | 50             | ♂ 14,9†‡ ♀ 4,4†‡ |
| Tỷ lệ nhiễm HIV/AIDS | 108            | 0,10%            |
| Chú thích |                |                  |
| ↓ cho biết xếp hạng theo thứ tự ngược lại (1 là thấp nhất) † trên đầu người ‡ trên 1000 người †† trên một phụ nữ ‡‡ trên 1000 ca sinh sống sót †‡ trên 100.000 người trên năm ♂ nam, ♀ nữ |                |                  |

Nhân khẩu úc gồm các thống kê cơ bản, các thành phố đông dân, sắc tộc và tôn giáo. Dân số Úc ước tính là 27.606.200 tính đến 22 tháng 6 2025. Úc là quốc gia đông dân thứ 52 trên thế giới và là quốc gia đông dân nhất châu Đại Dương. Dân số của nó tập trung chủ yếu ở các khu vực thành thị và dự kiến sẽ vượt quá 28 triệu người vào năm 2030.
Ban đầu ước tính Úc có khoảng 300.000 đến 1.000.000 Thổ dân châu Úc vào thời điểm năm 1788, và tăng lên từ đó đến nay do nhiều làn sóng người Anh đến định cư. Cũng do nhập cư từ các lục địa khác, tỷ lệ dân số của thành phần châu Âu đang giảm theo phần trăm.
Úc có mật độ dân số trung bình là 3.6 người trên km vuông, khiến nó trở thành một trong các quốc gia thưa dân nhất trên thế giới. Điều này được lý giải bởi khí hậu bán khô hạn và sa mạc tại phần lớn diện tích phía trong đất nước. Một yếu tố khác là đô thị hóa, với 89% dân số sống trong một số ít các khu vực đô thị, Úc là một trong những quốc gia đô thị hóa nhất trên thế giới. Tuổi thọ của người Úc trong năm 2015–2017 là 83,2 tuổi, một trong các quốc gia thọ nhất thế giới.
Úc thường không thu thập dữ liệu về chủng tộc, ngoại trừ Thổ dân và Dân đảo Torres Strait; tuy nhiên, điều tra dân số Úc yêu cầu những người trả lời về tổ tiên của họ.

## Các thành phố
Úc có năm thành phố có hơn một triệu dân. Hầu hết dân số Úc sống gần bờ biển.

## Nhập cư và quốc gia sinh
Vào năm 2019, 30% dân số Úc, hay 7,529,570 người, sinh ra ở nước ngoài.
Dân số Úc đã tăng gấp bốn lần kể từ khi Chiến tranh thế giới thứ nhất kết thúc, phần lớn sự gia tăng này từ nhập cư. Úc có dân số nhập cư lớn thứ tám trên thế giới, với số người nhập cư chiếm 30% dân số, một tỷ lệ cao hơn bất kỳ quốc gia nào có dân số trên 10 triệu. Hầu hết những người nhập cư đều có tay nghề cao nhưng hạn ngạch nhập cư bao gồm cả các danh mục dành cho thành viên gia đình và người tị nạn.
Bảng sau cho biết dân số của Úc theo quốc gia sinh theo ước tính của Cục Thống kê Úc vào năm 2019. Nó chỉ bao gồm các quốc gia hoặc khu vực sinh có dân số trên 100.000 người sinh sống tại Úc.
| Source: Australian Bureau of Statistics (2019) | Source: Australian Bureau of Statistics (2019) |
| Nơi sinh                                       | Dân số định cư ước tính                        |
| ---------------------------------------------- | ---------------------------------------------- |
| Tổng người sinh tại Úc                         | 17.836.000                                     |
| Tổng người sinh tại nước ngoài                 | 7.529.570                                      |
| England                                        | 986.460                                        |
| Mainland China                                 | 677.240                                        |
| Ấn Độ                                          | 660.350                                        |
| New Zealand                                    | 570.000                                        |
| Philippines                                    | 293.770                                        |
| Việt Nam                                       | 262.910                                        |
| Nam Phi                                        | 193.860                                        |
| Ý                                              | 182.520                                        |
| Malaysia                                       | 175.920                                        |
| Sri Lanka                                      | 140.260                                        |
| Scotland                                       | 133.920                                        |
| Nepal                                          | 117.870                                        |
| Hàn Quốc                                       | 116.030                                        |
| Đức                                            | 112.420                                        |
| Hy Lạp                                         | 106.660                                        |
| Mỹ                                             | 108.570                                        |
| Hồng Kông SAR                                  | 101.290                                        |

Để biết thêm thông tin về nhập cư, hãy xem Nhập cư vào Úc và Dân số sinh ra ở nước ngoài của Úc.

## Tiểu bang và vùng lãnh thổ
| Tiểu bang/vùng lãnh thổ      | Dân số (2016) | Diện tích đất | Diện tích đất | Mật độ dân số | Mật độ dân số | % dân số tại thủ phủ | Chú thích |
| Tiểu bang/vùng lãnh thổ      | Dân số (2016) | km²           | mi²           | km²           | Dặm vuông     | % dân số tại thủ phủ | Chú thích |
| ---------------------------- | ------------- | ------------- | ------------- | ------------- | ------------- | -------------------- | --------- |
| New South Wales              | 7.797.800     | 800.642       | 309.130       | 8,64          | 22            | 63%                  | [ 15 ]    |
| Victoria                     | 6.244.200     | 227.416       | 87.806        | 23,54         | 61            | 71%                  | [ 16 ]    |
| Queensland                   | 4.883.700     | 1.730.648     | 668.207       | 2,50          | 6             | 46%                  | [ 17 ]    |
| Western Australia            | 2.567.800     | 2.239.170     | 864.548       | 0,89          | 2             | 73.4%                | [ 18 ]    |
| South Australia              | 1.717.000     | 983.482       | 379.725       | 1,62          | 4             | 73.5%                | [ 19 ]    |
| Tasmania                     | 519.100       | 68.401        | 26.410        | 7,24          | 19            | 41%                  | [ 20 ]    |
| Australian Capital Territory | 406.400       | 2.358         | 910           | 151,49        | 392           | 100%                 | [ 21 ]    |
| Northern Territory           | 245.000       | 1.349.129     | 520.902       | 0,16          | 0,4           | 54%                  | [ 22 ]    |

### Trích dẫn
1. 1 2  "Population clock". Australian Bureau of Statistics website. Commonwealth of Australia. Truy cập ngày 23 tháng 7 năm 2020. Ước tính dân số được hiển thị được tính toán tự động hàng ngày lúc 00:00 UTC và dựa trên dữ liệu thu được từ đồng hồ dân số vào ngày được hiển thị trong trích dẫn.
2. ↑  Statistics, c=AU; o=Commonwealth of Australia; ou=Australian Bureau of. "Main Features – Main Features". www.abs.gov.au (bằng tiếng Anh). Truy cập ngày 28 tháng 12 năm 2015.{{Chú thích web}}:  Quản lý CS1: nhiều tên: danh sách tác giả (liên kết)
3. ↑  Heath, Michael. "Aussie Beer Drinking Market Goes Flat, Slumping to 65-Year Low". Bloomberg. Truy cập ngày 11 tháng 9 năm 2013.
4. ↑  Xinhua (ngày 14 tháng 12 năm 2010). "Dân số Úc sẽ đạt 28 triệu người vào năm 2031: báo cáo". People's Daily Online. Bản gốc lưu trữ ngày 3 tháng 6 năm 2012. Truy cập ngày 24 tháng 4 năm 2013.
5. ↑  Phillips, Janet; Simon-Davies, Joanne. "Migration—Australian migration flows and population" (bằng tiếng Anh). Australian Parliamentary Library. Truy cập ngày 21 tháng 4 năm 2019.
6. ↑  "Data – Australia". The World Bank. The World Bank Group. 2013. Truy cập ngày 24 tháng 4 năm 2013.
7. ↑  "3302.0.55.001 – Life Tables, States, Territories and Australia, 2015–2017". Australian Bureau of Statistics. Truy cập ngày 21 tháng 4 năm 2019.
8. ↑  "The Beach". Australian Government: Culture Portal. Department of the Environment, Water, Heritage and the Arts, Commonwealth of Australia. ngày 17 tháng 3 năm 2008. Bản gốc lưu trữ ngày 26 tháng 2 năm 2010.
9. ↑  http://www.abs.gov.au/AUSSTATS/abs@.nsf/Lookup/3218.0Main+Features12017-18?OpenDocument
10. 1 2  "Table 5.1 Estimated resident population, by country of birth(a), Australia, as at 30 June, 1996 to 2019(b)(c)". Australian Bureau of Statistics. Truy cập ngày 4 tháng 5 năm 2020.
11. ↑  "3105.0.65.001—Australian Historical Population Statistics, 2006" (XLS). Australian Bureau of Statistics. ngày 23 tháng 5 năm 2006. Lưu trữ bản gốc ngày 8 tháng 9 năm 2007. Truy cập ngày 18 tháng 9 năm 2007. Australian population: (1919) 5,080,912; (2006) 20,209,993
12. ↑  United Nations, Department of Economic and Social Affairs, Population Division, (2015). 'International Migration' in International migrant stock 2015. Truy cập from International migrant stock 2015: maps on ngày 24 tháng 5 năm 2017
13. ↑  "Fact Sheet 20 – Migration Program Planning Levels". Department of Immigration and Citizenship. ngày 11 tháng 8 năm 2009. Bản gốc lưu trữ ngày 7 tháng 5 năm 2010. Truy cập ngày 17 tháng 6 năm 2010.
14. ↑  "Table 5.1 Estimated resident population, by country of birth(a), Australia, as at 30 June, 1996 to 2019(b)(c)". Australian Bureau of Statistics. Truy cập ngày 4 tháng 5 năm 2020.
15. ↑  Australian Bureau of Statistics (ngày 27 tháng 6 năm 2017). "New South Wales". 2016 Census QuickStats.
16. ↑  Australian Bureau of Statistics (ngày 27 tháng 6 năm 2017). "Victoria". 2016 Census QuickStats.
17. ↑  Australian Bureau of Statistics (ngày 27 tháng 6 năm 2017). "Queensland". 2016 Census QuickStats.
18. ↑  Cục Thống kê Úc (ngày 31 tháng 10 năm 2012). "Western Australia". 2011 Census QuickStats (bằng tiếng Anh).
19. ↑  Australian Bureau of Statistics (ngày 27 tháng 6 năm 2017). "South Australia". 2016 Census QuickStats.
20. ↑  Australian Bureau of Statistics (ngày 27 tháng 6 năm 2017). "Tasmania". 2016 Census QuickStats.
21. ↑  Australian Bureau of Statistics (ngày 27 tháng 6 năm 2017). "Australian Capital Territory". 2016 Census QuickStats.
22. ↑  Australian Bureau of Statistics (ngày 27 tháng 6 năm 2017). "Northern Territory". 2016 Census QuickStats.